# يبيرو ليبيراتي
يبيرو ليبيراتي (بالإيطالية: Libero Liberati)‏ مواليد 20 سبتمبر 1926 - الوفاة 5 مارس 1962 في تيرني، إيطاليا، هو سائق دراجات نارية إيطالي فاز ببطولة سباق الجائزة الكبرى للدراجات النارية. شارك في سباقات بطولة العالم لفئة 500 سي سي ولفئة 350 سي سي.

## البطولات
- سباق الجائزة الكبرى للدراجات النارية 1957

## روابط خارجية
- يبيرو ليبيراتي على موقع MotoGP.com (الإنجليزية)